# Savagnier
Savagnier est une localité et une ancienne commune suisse du canton de Neuchâtel, située dans la région Val-de-Ruz.

## Géographie
Savagnier se situe à environ 6 kilomètres à vol d'oiseau de la ville de Neuchâtel, sur le versant nord de Chaumont, dans la région et ancien district du Val-de-Ruz. Le Grand-Savagnier se trouve à une altitude de 770 mètres, le Petit-Savagnier à 737 mètres.
Selon l'Office fédéral de la statistique, Savagnier mesurait 8,55 km2. 7,1 % de cette superficie correspond à des surfaces d'habitat ou d'infrastructure, 49,4 % à des surfaces agricoles, 42,6 % à des surfaces boisées et 0,9 % à des surfaces improductives.

## Histoire

Vue aérienne de 1500 m par Walter Mittelholzer (1927).

Comme tout le Val-de-Ruz, le territoire de Savagnier est habité dès l'époque romaine. La première mention historique date du Moyen Âge aux environs de l'an 1140. Savagnier fait l'objet d'une donation à l'abbaye de Fontaine-André par les seigneurs de Neuchâtel. Le village était divisé en deux hameaux. Dès 1400, on y trouve la trace des premières familles, Aubert, Coulet, Girard, Matthey, Vuilliomenet et quelques autres. En 1983 et 1987, Pierre Aubert deviendra président de la Confédération.
Vers la fin du XVe siècle, les habitants sont notamment unis par l'utilisation commune d'un four. Savagnier suit de près les événements du Pays de Neuchâtel et semble s'adapter sans trop de difficultés aux différents régimes et système politiques qui se succèdent. Le village salue le passage de Marie de Nemours en 1699, fête la nomination du roi de Prusse comme souverain de Neuchâtel en 1707, loge les troupes de Napoléon en 1806 et célèbre l'institution de la république en 1848.
Le 1er janvier 2013, la commune a fusionné avec celles de Boudevilliers, Cernier, Chézard-Saint-Martin, Coffrane, Dombresson, Fenin-Vilars-Saules, Fontainemelon, Fontaines, Les Geneveys-sur-Coffrane, Les Hauts-Geneveys, Montmollin, Le Pâquier, Engollon et Villiers pour former la nouvelle commune de Val-de-Ruz.

## Situation actuelle
15 exploitations agricoles sont encore actives. On y trouve également des entreprises en relation avec la construction et le bâtiment ainsi que des sociétés de services et d'informatique, un restaurant et deux commerces (épicerie - laiterie).
Le collège accueille deux classes enfantines et huit classes primaires. Une place de jeux est située juste derrière le bâtiment. Les travaux publics et le service du feu sont logés dans des locaux entièrement neuf. La salle de gymnastique et de spectacles ont été entièrement rénovées en 1995. C'est vers 1650 qu'a été envisagée la reconstruction du temple actuel.
Savagnier compte également plusieurs sociétés locales qui organisent diverses fêtes, cérémonies, manifestations tant musicales, culturelles que sportives.
Le village est desservi par une ligne de bus assurant la liaison avec Neuchâtel.

## Armoiries
L'écusson actuel de Savagnier date de 1888. Il est d'azur au lion d'or soutenant un écu aux armes historiques de Neuchâtel.

## Démographie
En 1750, le village comptait 435 habitants. La progression est lente entre la fin du XVIIIe siècle et 1870, elle progresse de 44 % seulement en trois quarts de siècles. Probablement en raison de l'absence d'industrie et de transports publics, ce chiffre va décroître et le recensement de 1968 fait état d'une population de 449 âmes. Ce n'est qu'en 1998 que le record sera dépassé avec un chiffre de 825 habitants puis 900 en 2000 et 973 en 2003. 
Selon l'Office fédéral de la statistique, Savagnier comptait 1 220 habitants fin 2022. Sa densité de population atteint 143 hab./km2.
Le graphique suivant résume l'évolution de la population de Savagnier entre 1850 et 2008 :